# Saksofon C melody

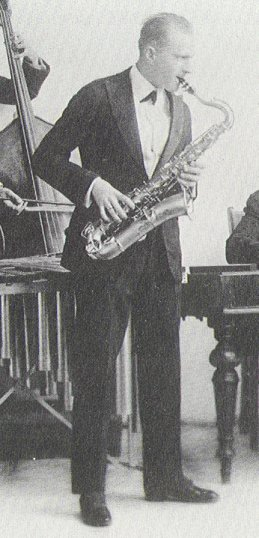
Rudy Wiedoeft grający na saksofonie C melody

Saksofon C melody – odmiana saksofonu  w stroju C. Skonstruowany w latach 20. XX wieku, w odpowiedzi na potrzebę muzykowania domowego – jego strój dostosowany był do typowej tonacji utworów wykonywanych amatorsko w domach prywatnych. Produkowany głównie w latach 20. i 30. XX wieku. Wykorzystywali go niektórzy muzycy jazzowi: Benny Carter, Coleman Hawkins, Frankie Trumbauer oraz Rudy Wiedoeft.